# Pierre-Samuel Roussy
Pour les articles homonymes, voir Roussy.
Pierre-Samuel Roussy, né le 7 juin 1813 et mort le 18 août 1879, est le cofondateur de la société anonyme Nestlé, aujourd’hui premier groupe agroalimentaire du monde, fondée en 1875 par lui-même et ses 2 associés Jules Monnerat et Gustave Marquis.

## Biographie
Meunier de métier, Pierre-Samuel Roussy achète en 1860 le moulin de Gilamont qui devint alors le plus grand moulin de Suisse, ce qui lui permit de s'imposer comme fournisseur privilégié de l'entreprise Nestlé. Les négociations avec Henri Nestlé, conduites par Pierre-Samuel Roussy, sont finalement conclues après de longs échanges et le rachat de l'entreprise Nestlé pour le prix de 1 million de francs suisse en 1875 donne lieu à la naissance de Nestlé en tant que Société anonyme, sous le nom commercial Farine lactée Henri Nestlé. Pour finaliser la transaction, Pierre-Samuel Roussy offre à Henri Neslté un magnifique équipage à six chevaux blancs aux œillères ornées du nid d'aigle gardé comme logo pour la société. Habitués à voir passer cet équipage, les habitants de la région en garderont longtemps le souvenir. Au sein de la société Nestlé, Pierre-Samuel Roussy dirige le processus de fabrication des produits. Après la mort de Pierre-Samuel Roussy en 1880, son fils Émile-Louis Roussy, codirigera la société avec son oncle Jules Monnerat jusqu'en 1905, date à partir de laquelle il prendra la direction du Conseil d'administration jusqu'en 1920.